# 大嶺政寛
大嶺 政寛（おおみね せいかん、1910年（明治43年）2月10日 - 1987年（昭和62年）12月20日）は、沖縄県出身の洋画家。昭和時代の戦前戦後にわたって沖縄の原風景を描き、「赤瓦屋根の政寛」と称された。沖縄民芸協会会長を務めた。

## 生涯

### 戦前
那覇市久米町生まれ。沖縄県立第二中学校（現・沖縄県立那覇高等学校）在学時に、比嘉景常の薫陶を受けて西洋画を志す。1929年（昭和4年）沖縄県立第二中学校を卒業後、沖縄県師範学校本科二部に進み、1930年（昭和5年）に卒業する。以後、那覇尋常小学校や那覇市立商業学校（現・沖縄県立那覇商業高等学校）、沖縄県立第一高等女学校等で教鞭を執る。
1933年（昭和8年）、第10回春陽会展に入選。また、1939年（昭和14年）には文展入選。1943年（昭和18年）には第6回文部省美術展（新文展）にて『首里風景』が入選する。

### 戦後
1949年（昭和24年）、第1回沖縄美術展にあたり絵画彫刻部門の審査委員を務める。また同年、沖縄美術連盟幹事に就任する。
1951年（昭和26年）、琉球列島米国民政府より第2回国民指導員としてアメリカ合衆国視察に派遣される。
1953年（昭和28年）、春陽会会員に推挙され、1955年（昭和30年）には名渡山愛順とともに1955年協会を結成した。
1956年（昭和31年）、沖縄美術家連盟を結成し、その第1回展を開く。
1967年（昭和42年）、第1回沖縄タイムス芸術選賞を受賞。
1987年、77歳で死去した。